# Migdałecznik arjuna
Migdałecznik arjuna (Terminalia arjuna) – gatunek drzewa z rodziny trudziczkowatych (Combreatceae). Występuje w Indiach, w Mjanmie i na Sri Lance. Roślina wykorzystywana jest przez ajurwedyjskich lekarzy z powodu uzdrawiających właściwości.

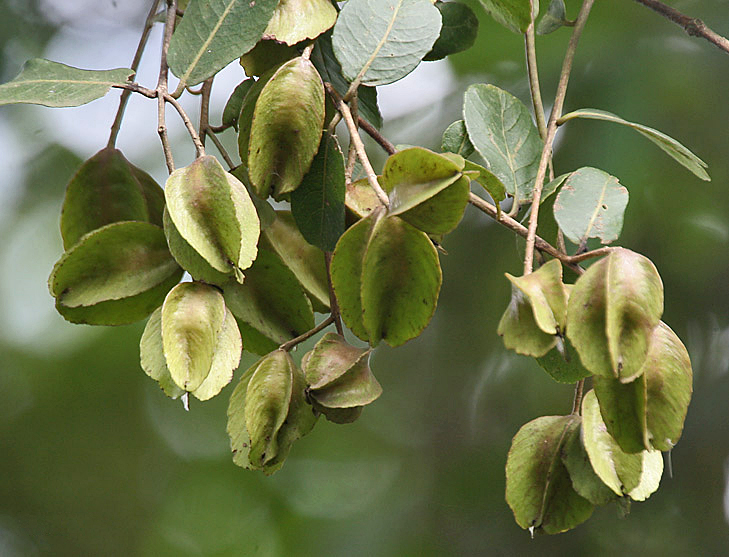
Owoce i liście

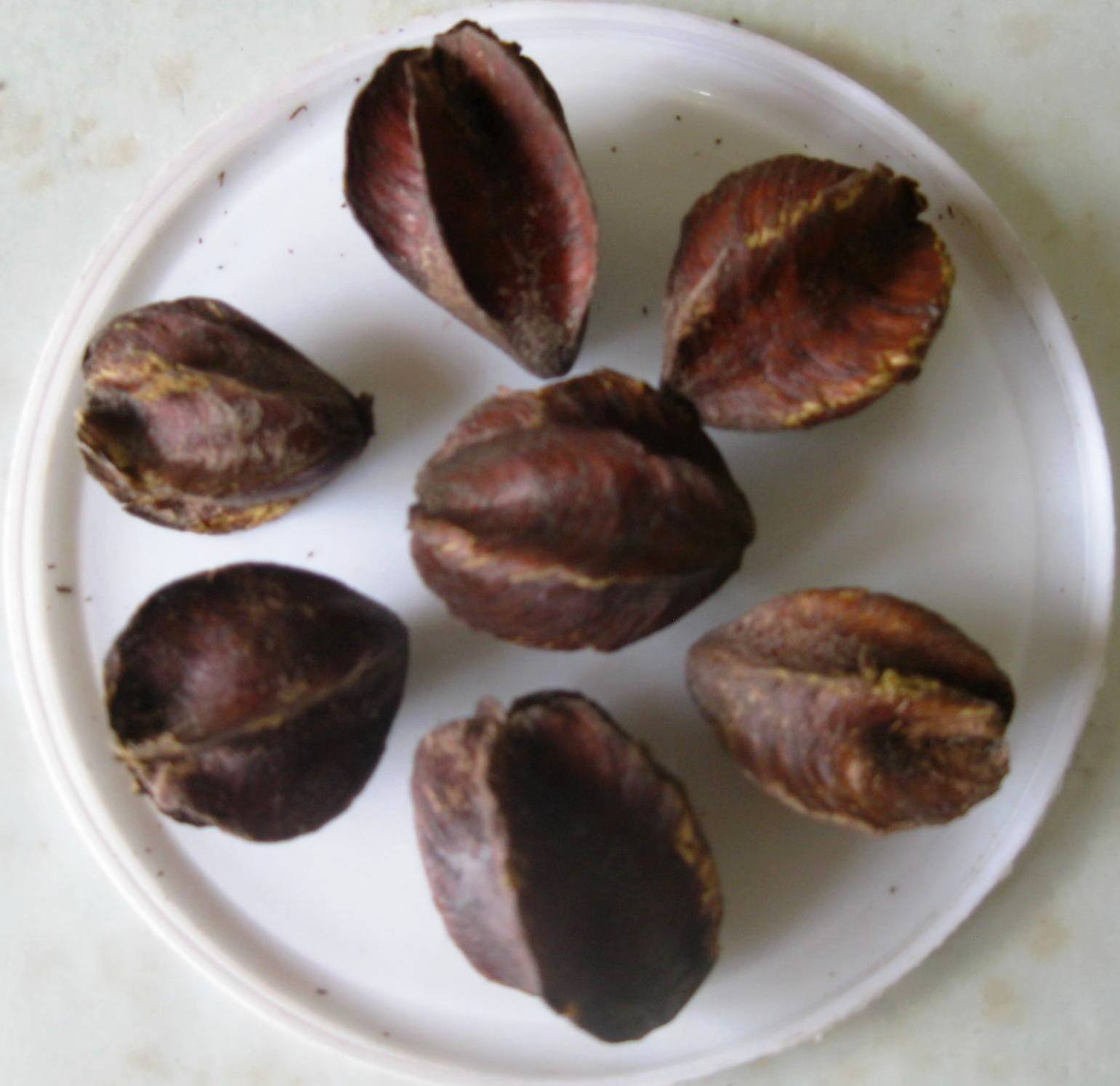
Owoce Ardżuny (Suszone)